# Hypocoela lurida
Hypocoela lurida là một loài bướm đêm trong họ Geometridae.